# Habo
Habo grad je u Švedskoj. Grad ima 6.883 stanovnika (2010).

## Ostali projekti
|  | Zajednički poslužitelj ima još gradiva o temi Habo |